# Resolutie 2217 Veiligheidsraad Verenigde Naties
Resolutie 2217 van de Veiligheidsraad van de Verenigde Naties werd op 28 april 2015 unaniem aangenomen door de VN-Veiligheidsraad en verlengde de MINUSCA-vredesmacht in de Centraal-Afrikaanse Republiek met een jaar.

## Achtergrond
Al sedert de onafhankelijkheid van Frankrijk in 1960 wordt de CAR geplaagd door staatsgrepen en geweld. Toen rebellen in 2003 de macht grepen, begonnen drie onder de naam Unie van Democratische Krachten voor Eenheid (UFDR) verenigde rebellenbewegingen een oorlog tegen hen. In 2007 werd een vredesakkoord getekend en in 2009 vormden ze samen een regering.
Eind 2012 brak opnieuw rebellie uit, deze keer tegen een coalitie van groeperingen die zich Sekela-coalitie noemde en bestond uit de UFDR, de Conventie van Patriotten voor Gerechtigheid en Vrede (CPJP) en een aantal kleinere bewegingen. De regering vroeg om internationale hulp, maar dit werd geweigerd. Op 11 januari 2013 werd een vredesakkoord getekend waarbij de eerste minister werd vervangen door een oppositielid.
Op 24 maart 2013 had een coalitie van rebellen genaamd Seleka de macht gegrepen, wat internationaal veroordeeld werd. Dus werd er een overgangsraad opgericht die het land tijdelijk moest besturen. Onderwijl vergleed de CAR in chaos en had de overheid buiten de hoofdstad geen enkel gezag meer.

## Inhoud
De situatie in de Centraal-Afrikaanse Republiek (CAR) bleef gespannen. Er werden op grote schaal mensenrechtenschendingen tegenover de bevolking en aanvallen op hulpverleners en de VN-vredesmacht gepleegd, zowel door voormalige Seleka- en Anti-Balaka-elementen als militairen.
De situatie maakte van de CAR ook een broeihaard van internationale misdaad en radicalisme. Het wapenembargo tegen het land was van belang om strijders te kunnen ontwapenen en voor vrede te zorgen. Daarnaast was ook de humanitaire situatie ernstig, met meer dan 435.000 interne verdrevenen, 450.000 vluchtelingen en duizenden die vastzaten tussen de gevechten.
De overgangsautoriteiten in de CAR hadden goed werk geleverd om het politieke proces in het land opnieuw op gang te krijgen. Volgens planning zouden in augustus 2015 presidents- en parlementsverkiezingen gehouden worden. Er werd ook aangedrongen op een grondige hervorming van leger en politie, zodat het land over professionele etnisch gebalanceerde veiligheidsdiensten zou beschikken.
Inmiddels was de MISCA-vredesmacht van de Afrikaanse Unie opgegaan in de MINUSCA-vredesmacht van de VN. Het mandaat van de vredesmacht werd verlengd tot 30 april 2016. Ook de autorisatie van de Franse troepen in de CAR, die militaire ondersteuning boden, werd tot deze datum verlengd. Secretaris-generaal Ban Ki-moon werd gevraagd te zorgen dat de missie in heel de CAR actief werd, vooral in de oostelijke regio's.

## Verwante resoluties
- Resolutie 2196 Veiligheidsraad Verenigde Naties
- Resolutie 2212 Veiligheidsraad Verenigde Naties
- Resolutie 2264 Veiligheidsraad Verenigde Naties (2016)

Lijst ·  2196 ·  2197 ·  2198 ·  2199 ·  2200 ·  2201 ·  2202 ·  2203 ·  2204 ·  2205 ·  2206 ·  2207 ·  2208 ·  2209 ·  2210 ·  2211 ·  2212 ·  2213 ·  2214 ·  2215 ·  2216 ·  2217 ·  2218 ·  2219 ·  2220 ·  2221 ·  2222 ·  2223 ·  2224 ·  2225 ·  2226 ·  2227 ·  2228 ·  2229 ·  2230 ·  2231 ·  2232 ·  2233 ·  2234 ·  2235 ·  2236 ·  2237 ·  2238 ·  2239 ·  2240 ·  2241 ·  2242 ·  2243 ·  2244 ·  2245 ·  2246 ·  2247 ·  2248 ·  2249 ·  2250 ·  2251 ·  2252 ·  2253 ·  2254 ·  2255 ·  2256 ·  2257 ·  2258 ·  2259